# Robert Davis
Robert Henry Davis (1870 - 1965) a fost un inventator englez al mai multor aparate de respirat, de scufundare și evacuare de pe submarine.

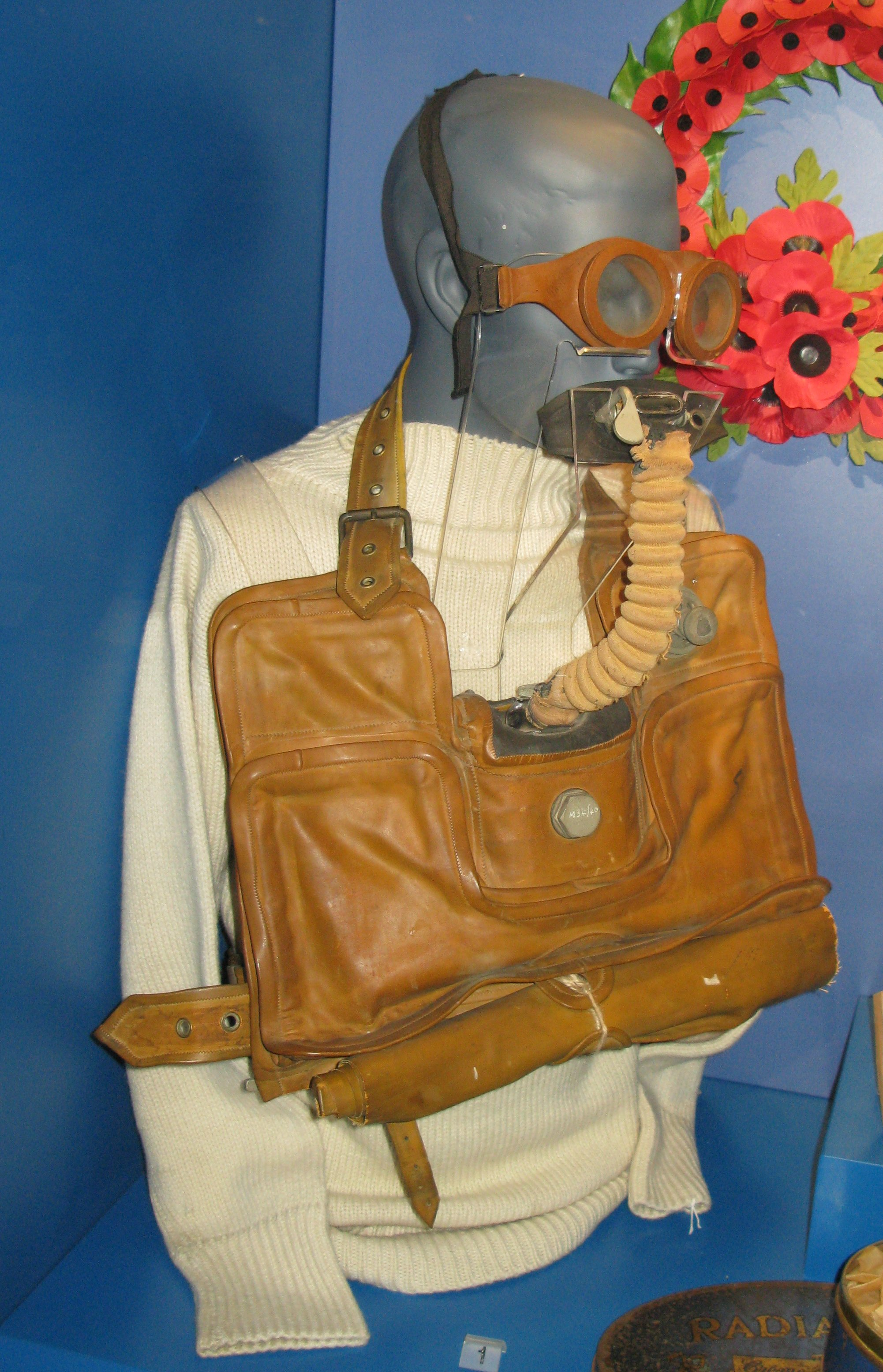
Aparatul Davis pentru salvări de pe submarine

Robert Davis a fost fiul unui detectiv de poliție din Londra. La vârsta de 11 ani se angajează la celebra firmă Siebe, Gorman & Co, producătoare de echipament de scufundare și de protecție. Ajuns în funcția de manager general, Davis dedică mare parte din timp cercetării și dezvoltării acestor aparate și definitivează în anul 1906 primul aparat de respirat cu oxigen pentru salvări din mină.
La începutul primului război mondial, urmând atacurilor germane cu gaze din anul 1915, Davis concepe o mască cu un aparat de respirat care sunt imediat fabricate în producție de masă și trimise pe front.
Împreună cu Leonard Hill, concepe o cameră submersibilă de decompresie și un aparat de respirat pentru salvare de pe submarine, cu care vor fi dotate toate submarinele britanice pînă în anul 1950, când este înlocuit cu un model mai performant produs de asemenea la Siebe, Gorman & Co.
Robert Davis devine membru al Admiralty Deep Sea Diving Committee în anul 1933 și împreună cu Leonard Hill, John Scott Haldane și G.C.Damant pune la punct tabele de decompresie cu oxigen pentru scufundări până la adâncimea de 91 m, care vor fi utilizate cu camera submersibilă de decompresie.
Sediul firmei Siebe, Gorman & Co este bombardat în timpul celui de-al doilea război mondial și sediul se mută la Chessington, o locație mai amplă pusă la dispoziție de Royal Navy. Aici Robert Davis împreună cu Leonard Hill și John Scott Haldane continuă cercetările de fiziologie pentru scafandrii.

## Lucrări publicate
- Breathing in Irrespirable Atmospheres,1930, St. Catherine's Press, London.
- Deep Sea Diving and Submarine Operations, 1955
- Resuscitation: A Brief Personal History of Siebe, Gorman & Co. 1819–1957 .